# Oscar de melhor entretitulagem
O prêmio de Oscar de Melhor Entretitulagem foi concedido apenas na primeira cerimônia (1927-1928).
"Entretítulos" eram "diálogos ou quaisquer outros textos que apareciam entre algumas cenas, para explicá-las melhor." Com o aparecimento do Cinema Falado, esta categoria perdeu sua razão de ser e foi eliminada.
| Ano       | Vencedor       | Filme                        | Estúdio     | Outros Indicados                                                                                  |
| --------- | -------------- | ---------------------------- | ----------- | ------------------------------------------------------------------------------------------------- |
| 1927-1928 | Joseph Farnham | (Sem especificação de filme) | ----------- | (Sem especificação de filme) (George Marion Jr.) The Private Life of Helen of Troy (Gerald Duffy) |

## Bibliogrfia
- FILHO, Rubens Ewald (2002). Dicionário de Cineastas. São Paulo: Companhia Editora Nacional